# Jota1 Muscae
Jota1 Muscae ( ι1 Muscae, förkortat Jota1 Mus,  ι1 Mus)  som är stjärnans Bayerbeteckning, är en ensam stjärna belägen i den sydöstra delen av stjärnbilden Flugan. Den har en skenbar magnitud på 5,05 och är synlig för blotta ögat där ljusföroreningar ej förekommer. Baserat på parallaxmätning inom Hipparcosuppdraget på ca 14,8 mas, beräknas den befinna sig på ett avstånd på ca 221 ljusår (ca 68 parsek) från solen.

## Egenskaper
Jota1 Muscae är en orange till röd jättestjärna av spektralklass K0 III, vilket anger att stjärna är under avkylning och expansion efter att den förbrukat vätet i dess kärna. Den har en radie som är ca 11 gånger större än solens och utsänder från dess fotosfär ca 60 gånger mera energi än solen vid en effektiv temperatur på ca 4 650 K.